# Linkengütl
Das ehemalige Wohnstallhaus Linkengütl ist ein eingeschossiges giebelständiges Gebäude mit Schopfwalmdach und Fachwerkgiebel in der Schulstraße 24 der Stadt Merkendorf im Fränkischen Seenland (Mittelfranken) und steht unter Denkmalschutz.

Fachwerkscheune in der Schulstraße 24

## Bau
Das Gebäude wurde im 17. / 18. Jahrhundert errichtet, die eingeschossige Scheune mit Satteldach und Fachwerkgiebel im frühen 19. Jahrhundert.